# Élections générales québécoises de 1919
L'élection générale québécoise de 1919 se déroule le 23 juin 1919 afin d'élire à l'Assemblée législative de la province de Québec (Canada) les députés de la 15e législature. Il s'agit de la 15e élection générale depuis la confédération canadienne de 1867. Le Parti libéral du Québec, dirigé par le premier ministre Lomer Gouin, est de nouveau réélu, formant un gouvernement majoritaire.

## Contexte
À partir de novembre 1916, Arthur Sauvé a été le chef de l'opposition. Les soubresauts de la Première Guerre mondiale eurent leurs échos à l'Assemblée législative, en particulier en rapport avec la crise de la conscription. En particulier, le député libéral Joseph-Napoléon Francoeur a présenté la motion suivante en décembre 1917 : « Que cette Chambre est d'avis que la province de Québec serait disposée à accepter la rupture du pacte fédératif de 1867-1875 si, dans les autres provinces, on croit qu'elle est un obstacle à l'union, au progrès et au développement du Canada ». Cette motion ne fut toutefois pas mise aux voix.
Avant même le jour du scrutin, 43 candidats libéraux furent élus sans opposition, assurant le pouvoir au Parti libéral avant que le premier vote soit déposé. Le premier ministre Lomer Gouin détenait déjà le record de longévité pour un Premier ministre.
Lomer Gouin, au pouvoir depuis 1905, démissionne un an jour pour jour après cette élection pour céder la place à son successeur Louis-Alexandre Taschereau.

## Dates importantes
- 23 mai 1919 : Émission du bref d'élection.
- 23 juin 1919 : Scrutin
- 10 décembre 1919 : Ouverture de la session.

## Résultats
| Libéral   | Conservateur | Ouvrier  |
| 74 sièges | 5 sièges     | 2 sièges |
| ^         |              |          |
| majorité  |              |          |

### Résultats par parti politique
| Partis | Partis              | Chef                | Candidats | Sièges | Sièges | Voix    | Voix   | Voix     |
| Partis | Partis              | Chef                | Candidats | 1916   | Élus   | Nb      | %      | +/-      |
| --- | ------------------- | ------------------- | --------- | ------ | ------ | ------- | ------ | -------- |
| | Libéral             | Lomer Gouin         | 79        | 75     | 74     | 67 292  | 51,9 % | -8,66 %  |
| | Conservateur        | Arthur Sauvé        | 20        | 6      | 5      | 21 990  | 17 %   | -18,13 % |
| | Libéral indépendant | Libéral indépendant | 22        | -      | -      | 21 902  | 16,9 % | +13,52 % |
| | Ouvrier             |                     | 7         | -      | 2      | 12 596  | 9,7 %  | +8,84 %  |
| | Libéral démocrate   |                     | 5         | -      | -      | 4 399   | 3,4 %  | -        |
| | Libéral ouvrier     | Libéral ouvrier     | 1         | -      | -      | 1 457   | 1,1 %  | -        |
| Total | Total               | Total               | 134       | 81     | 81     | 129 636 | 100 %  |          |
| Le taux de participation lors de l'élection était de 55,1 % et 1 448 bulletins ont été rejetés. Il y avait 480 020 personnes inscrites sur la liste électorale pour l'élection, toutefois seules 238 052 personnes avaient plus d'un candidat dans leur district. |                     |                     |           |        |        |         |        |          |

Élus sans opposition : 43 libéraux et 2 conservateurs

### Résultats par circonscription
- Argenteuil : John Hay (Parti libéral)
- Arthabaska : Joseph-Édouard Perrault (Parti libéral)
- Bagot : Joseph-Émery Phaneuf (Parti libéral)
- Beauce : Arthur Godbout (Parti libéral)
- Beauharnois : Achille Bergevin (Parti libéral)
- Bellechasse : Antonin Galipeault (Parti libéral)
- Berthier : Siméon Lafrenière (Parti libéral)
- Bonaventure : Joseph-Fabien Bugeaud (Parti libéral)
- Brôme : William Robert Oliver (Parti libéral)
- Chambly : Eugène-Merrill-Lesieur Desaulniers (Parti libéral)
- Champlain : Bruno Bordeleau (Parti libéral)
- Charlevoix-Saguenay : Philippe Dufour (Parti libéral)
- Châteauguay : Honoré Mercier  (Parti libéral)
- Chicoutimi : Joseph-Arthur Gaudrault (Parti libéral)
- Compton : Camille-Émile Desjarlais (Parti libéral)
- Deux-Montagnes : Arthur Sauvé (Parti conservateur)
- Dorchester : Charles-Ernest Ouellet (Parti libéral)
- Drummond : Hector Laferté (Parti libéral)
- Frontenac : Georges-Stanislas Grégoire (Parti libéral)
- Gaspé : Gustave Lemieux (Parti libéral)
- Hull : Joseph Caron (Parti libéral)
- Huntingdon : Andrew Philps (Parti libéral)
- Iberville : Adélard Forget (Parti libéral)
- Iles-de-la-Madeleine : Joseph-Édouard Caron (Parti libéral)
- Jacques-Cartier : Séraphin-Aimé Ashby (Parti libéral)
- Joliette : Pierre-Joseph Dufresne (Parti conservateur)
- Kamouraska : Charles-Adolphe Stein (Parti libéral)
- Labelle : Honoré Achim (Parti libéral)
- Lac-Saint-Jean : Émile Moreau (Parti libéral)
- La Prairie : Wilfrid Cédilot (Parti libéral)
- L'Assomption : Walter Reed (Parti libéral)
- Laval : Joseph-Olier Renaud (Parti conservateur)
- Lévis : Alfred-Valère Roy (Parti libéral)
- L'Islet : Élisée Thériault (Parti libéral)
- Lotbinière : Joseph-Napoléon Francoeur (Parti libéral)
- Maisonneuve : Adélard Laurendeau (Parti ouvrier)
- Maskinongé : Rodolphe Tourville (Parti libéral)
- Matane : Joseph Dufour (Parti libéral)
- Mégantic : Lauréat Lapierre (Parti libéral)
- Missisquoi : Alexandre Saurette (Parti libéral)
- Montcalm : Joseph-Ferdinand Daniel (Parti libéral)
- Montmagny : Charles-Abraham Paquet (Parti libéral)
- Montmorency : Louis-Alexandre Taschereau (Parti libéral)
- Montréal-Dorion : Aurèle Lacombe (Parti ouvrier)
- Montréal-Hochelaga : Joseph-Hercule Bédard (Parti libéral)
- Montréal-Laurier : Ernest Poulin (Parti libéral)
- Montréal—Sainte-Anne : Bernard-Augustin Conroy (Parti libéral)
- Montréal—Saint-Georges : Charles Ernest Gault (Parti conservateur)
- Montréal—Saint-Jacques : Irénée Vautrin (Parti libéral)
- Montréal—Saint-Laurent : Henry Miles (Parti libéral)
- Montréal—Saint-Louis : Peter Bercovitch (Parti libéral)
- Montréal—Sainte-Marie : Napoléon Séguin Parti libéral)
- Napierville : Amédée Monet (Parti libéral)
- Nicolet : Joseph-Alcide Savoie (Parti libéral)
- Pontiac : Wallace Reginald McDonald (Parti libéral)
- Portneuf : Lomer Gouin (Parti libéral)
- Québec-Centre : Lawrence Arthur Cannon (Parti libéral)
- Québec-Comté : Aurèle Leclerc (Parti libéral)
- Québec-Est : Louis-Alfred Létourneau (Parti libéral)
- Québec-Ouest : Martin Madden (Parti libéral)
- Richelieu : Maurice-Louis Péloquin (Parti libéral)
- Richmond : Walter George Mitchell (Parti libéral)
- Rimouski : Maurice Tessier (Parti libéral)
- Rouville : Joseph-Edmond Robert (Parti libéral)
- Saint-Hyacinthe : Armand Boisseau (Parti libéral)
- Saint-Jean : Alexis Bouthillier (Parti libéral)
- Saint-Maurice : Georges-Isidore Delisle (Parti libéral)
- Saint-Sauveur : Arthur Paquet (Parti libéral)
- Shefford : William Stephen Bullock (Parti libéral)
- Sherbrooke : Joseph-Henri Lemay (Parti libéral)
- Soulanges : Avila Farand (Parti libéral)
- Stanstead : Alfred-Joseph Bissonnet (Parti libéral)
- Témiscamingue : Télesphore Simard (Parti libéral)
- Témiscouata : Louis-Eugène Parrot (Parti libéral)
- Terrebonne : Athanase David (Parti libéral)
- Trois-Rivières : Joseph-Adolphe Tessier (Parti libéral)
- Vaudreuil : Hormisdas Pilon (Parti libéral)
- Verchères : Adrien Beaudry (Parti libéral)
- Westmount : Charles Allan Smart (Parti conservateur)
- Wolfe : Joseph-Eugène Rhéault (Parti libéral)
- Yamaska : Édouard Ouellette (Parti libéral)

## Sources
- Section historique du site de l'Assemblée nationale du Québec
- Jacques Lacoursière, Histoire populaire du Québec, t. 4 : 1896 à 1960, Sillery (Québec), Septentrion, 1997.
- « Élection générale 23 juin 1919 - Résultats pour l'ensemble des circonscriptions » [archive du 16 octobre 2006], sur quebecpolitique.com, 8 août 2006 (consulté le 30 octobre 2022)

1. ↑  Pierre Drouilly, Statistiques électorales du Québec. 1867-1989, Québec, Assemblée nationale du Québec, 1990, 3e éd., 692 p. (ISBN 978-2-551-12466-4, LCCN 91117119).